# ウルムの戦い
ウルムの戦い（ウルムのたたかい、英: Battle of Ulm、仏: Bataille d'Ulm、独: Schlacht von Ulm、1805年10月17日）は、ウルム戦役中に、バイエルン選帝侯領（現ドイツ領）シュトゥットガルト近郊の町ウルム郊外で、ナポレオン・ボナパルト率いるフランス帝国軍（大陸軍）がオーストリア軍を破った戦いである。
機動力のみで勝利したナポレオンは、ウルム戦役全体で5万の損害を与えることに成功した。

## 背景
1805年8月、オーストリアはロシア、グレートブリテン及びアイルランド連合王国（イギリス）などと第三次対仏大同盟を結成し、バイエルンへ侵攻した。当初ナポレオンはイギリス侵攻を構想していたが、第三次対仏大同盟が結成されたため計画は頓挫していた。そんな中このニュースを聞いたナポレオンは、バイエルン及びウィーン侵攻を決意した。
9月23日、ナポレオンは元老院で「私は軍の先頭に立ち、私の同盟国の救援に向かう」と説明し、遠征を開始した。サン・クルー宮殿を発ったおよそ80,000のフランス軍が、グラン・ダルメ（Grand Armee）、つまり大陸軍と呼ばれるようになるのは、このときからである。最終的に、予備軍を含め全7軍団総兵力21万の「大陸軍」が9月24日、ライン川沿いに集結した。一方オーストリア軍はマック将軍の72,000がウルムとその周辺に展開していた。

## 経過
「黒い森」（シュヴァルツヴァルト）から進撃してくると信じていたマックを欺き、ドナウ湖畔まで進撃していたフランス軍は、簡単にオーストリア軍の背後に回り来むことに成功する。マックはフランス軍の動きが読めずに、ウルム篭城に固執した。
1805年10月14日、エルチンゲンを守るオーストリア軍の背後からネイ率いるフランス軍が突撃した。大混乱に陥ったオーストリア軍は街を放棄し、ウルム近郊へと後退した。この勝利により、ネイはエルチンゲン公の称号を授与された。
翌日、勢いに乗ったフランス軍はウルム西北にあり街を見下ろす防御線ミヘルスベルクの高地を強襲、占領。ウルムを攻撃したが、城壁に阻まれ後退した。だが同盟国のロシアは未だ現れる気配を見せず、オーストリア軍の劣勢は明らかだったため、ナポレオンはマックに降伏を勧告した。なかなか降伏してこないのに痺れを切らしたナポレオンは、18日に城内を砲撃。脅しに屈したマックは19日、ついに降伏した。
ナポレオンは皇后ジョゼフィーヌに手紙で、「6万人を捕虜にし、大砲120門以上、軍旗90本以上を鹵獲し、30人以上の将軍を捕らえた。」と戦果を知らせている。だがこの数字は誇張されていて、実際は捕虜は25,000人、鹵獲した大砲は65門、軍旗は140本ほどであろうと推測されている。

## 戦後
21日、ナポレオンは、占領地のシュヴァーベンに対して、オーストリア軍の武器庫・食料庫の接収を告示すると共に、占領地税と通常税を課した。オーストリア軍は多大な損失を出したが、主力は未だ健在であり、ロシアの援軍も迫っていたため、講和には応じなかった。これによりナポレオンは、「神の助けを得て、近い将来今度も敵軍に勝利することが出来ると思う」と、元老院に戦争の続行を伝えた。
11月14日、フランス軍は既に放棄されたオーストリアの首都ウィーンに入城した。16日にシェーンブルン宮殿を発って北に軍を進め、20日にはブリュン（現在のチェコのブルノ）に到着し、ここで来たるべきオーストリア・ロシア連合軍の主力との戦闘に備えた。
ウルムの戦いは歴史上、最も重要な戦略的勝利の例の1つであると考えられている。ウルムの戦いでは大きな戦闘はほとんど発生しなかった。オーストリアはマレンゴの戦いでナポレオンが仕掛けたのと同じ罠に陥り、大敗を喫した。この戦いで、大陸軍はほとんど損害を受けなかった。
アウステルリッツの戦いと同様、ウルム戦役はいまなお世界中の士官学校で教えられている。